# Natuurhistorisch Museum Rotterdam

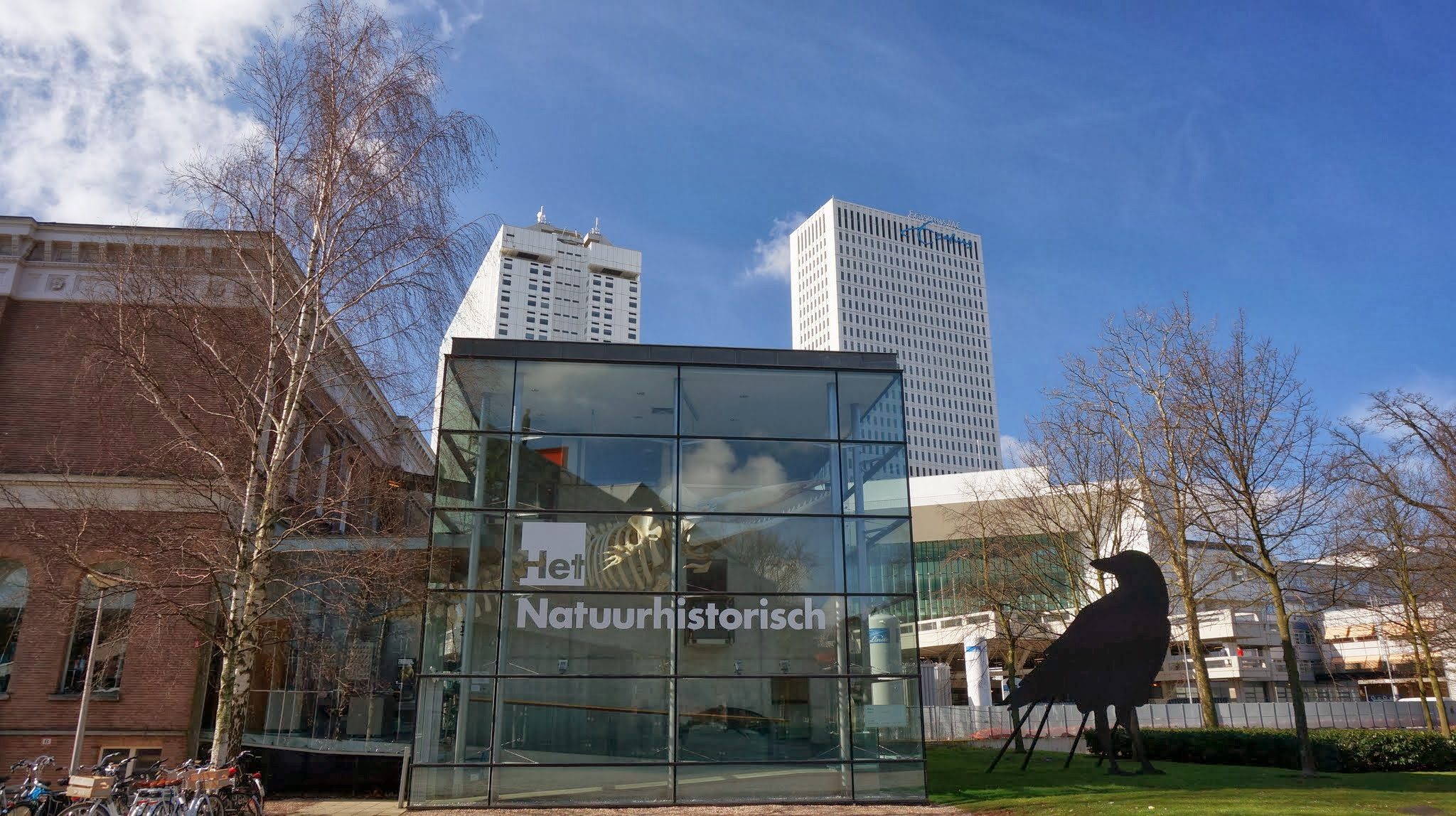
Eingangsbereich

Das Natuurhistorisch Museum Rotterdam ist ein Naturkundemuseum in der niederländischen Stadt Rotterdam. Es ist seit 1987 in der Villa Dijkzigt untergebracht.

## Geschichte

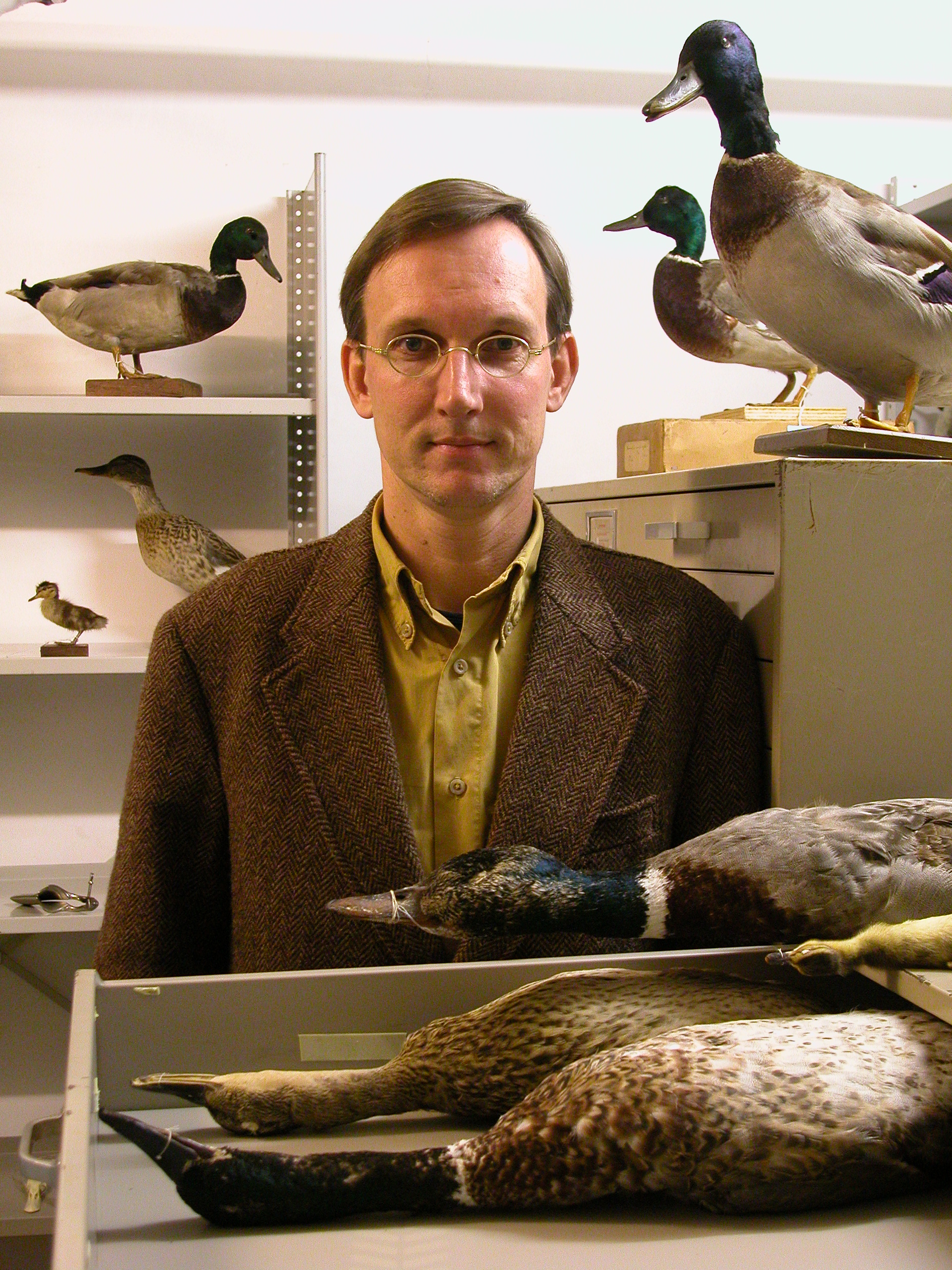
Museumsdirektor Kees Moeliker mit präparierten Enten

Im Jahr 1922 gründete der Rotterdamer Zweig der Niederländischen Naturhistorischen Vereinigung (niederländisch Nederlandsche Natuurhistorische Vereeniging) einen Verein zur Einrichtung und Unterhaltung eines Naturkundemuseums. Fünf Jahre später wurde das Museum in einem Klassenraum eröffnet. Dieser erwies sich schnell als zu klein für die Sammlung von hauptsächlich einheimischen Vögeln, Fledermäusen, Eiern, Schmetterlingen, Ameisen und Muscheln, weshalb das Museum bereits im Folgejahr einige Räume an einer anderen Schule erhielt. Nachdem 1933 in einem Nachbargebäude ein Feuer ausbrach, verursachte das Löschwasser Schäden vor allem an den Sammlungen von Käfern, Ameisen und tropischen Schmetterlingen und es folgte ein erneuter Umzug an eine dritte Schule. Aufgrund einer großzügigen Spende im Jahr 1934 konnte eine Villa erworben werden, die als eigenständiges Museum umgebaut und im Sommer 1935 (benannt nach dem Spender) als „Natuurhistorisch Museum Hoffman“ eröffnet wurde. Ein abermaliger Umzug im Jahr 1960 führte zum Einbruch der Besucherzahlen, worauf das Museum 1973 erneut in neue Räumlichkeiten verlagert wurde und nach einem Brand 1987 im Folgejahr in die Villa Dijkzigt – das ehemalige Haus der Familie Van Hoboken – am Westzeedijk zog. Nach einer zwischenzeitlichen Phase als „Natuurmuseum Rotterdam“ trägt das seit 2006 seinen heutigen Namen „Natuurhistorisch Museum Rotterdam“, um die historische Perspektive der Sammlung zu betonen.
Mit Stand Anfang 2021 ist C. W. (Kees) Moeliker Direktor des Museums. Er wurde 2003 für den ersten wissenschaftlich dokumentierten Fall von homosexueller Nekrophilie bei der Stockente mit dem Ig-Nobelpreis „geehrt“.

## Ausstellungen
Mit Stand April 2021 befinden sich neun dauerhafte Ausstellungen in dem Museum:
- Dode dieren met een verhaal (deutsch „Tote Tiere mit einer Geschichte“, u. a. mit dem Domino-Spatz)
- Biodiversiteit (Artenvielfalt)
- Opgeraapt Opgevist Uitgehakt (Aufgehoben Ausgebaggert Herausgehackt)
- Zeeuwse Oerwalvissen (Quallen aus Zeeland)
- Het Kabinet van dr A.B. van Deinse (Das Kabinett von Dr. A.B. van Deinse)
- Uitslovers (Angeber)
- Skelet olifant Ramon (Skelett Elefant Ramon)
- Pure Veerkracht (Reine Widerstandsfähigkeit)
- Bewaren Natuurlijk (Natürlichkeit bewahren)